# Muelas del Pan (kommun)
Muelas del Pan är en kommun i Spanien.   Den ligger i provinsen Provincia de Zamora och regionen Kastilien och Leon, i den nordvästra delen av landet, 230 km nordväst om huvudstaden Madrid. Antalet invånare är 747. Muelas del Pan ligger vid sjöarna  Embalse de Ricobayo och Embalse del Esla.